# Cilamaya
Cilamaya is een bestuurslaag in het regentschap Karawang van de provincie West-Java, Indonesië. Cilamaya telt 12.692 inwoners (volkstelling 2010).